# Gerhard Strube
Gerhard Strube (* 20. Juni 1948 in Ansbach, Deutschland) ist Direktor des Center for Cognitive Science an der Albert-Ludwigs-Universität Freiburg. Er ist Gründungsmitglied der Gesellschaft für Kognitionswissenschaft und treibende Kraft in der Etablierung der Kognitionswissenschaft als Forschungsgebiet und Studienfach in Deutschland. Zu diesem Zweck hat er unter anderem auch das bislang einzige deutschsprachige Nachschlagewerk zur Kognitionswissenschaft herausgegeben (siehe Literatur).